# NGC 7632
NGC 7632 (другие обозначения — IC 5313, PGC 71213, ESO 291-21, MCG −7-47-35, AM 2319—424, IRAS23192-4245) — линзообразная галактика (SB0) в созвездии Журавль.
Этот объект входит в число перечисленных в оригинальной редакции «Нового общего каталога».